# Saint John (Isole Vergini Americane)
Saint John è un'isola caraibica delle piccole Antille appartenente all'arcipelago delle Isole Vergini Americane, situata ad est di Porto Rico; per superficie è la quarta isola dell'intero arcipelago (terza tra quelle sotto dominio statunitense), occupando 50,79 km².

## Clima
È eccellente tutto l'anno, rinfrescato dagli alisei, con temperature che oscillano tra i 24 °C e i 30 °C.

## Storia
Quest'isola, abitata da caribi aggressivi, venne conquistata dai danesi solo nel 1718 e colonizzata per sfruttare il suo territorio con numerose piantagioni di canna da zucchero; assieme alle altre Isole Vergini appartenenti alla Danimarca essa venne venduta agli Stati Uniti nel 1917.

## Cucina
È ricca di tradizioni dell'Africa e dell'Europa.